# Guiné nos Jogos Olímpicos de Verão de 2012
Guiné competiu nos Jogos Olímpicos de Verão de 2012, que aconteceram na cidade de Londres, no Reino Unido, de 27 de julho até 12 de agosto de 2012.

## Atletismo

### Masculino
| Atleta        | Evento | Fase de grupo | Fase de grupo | Quartas de final | Quartas de final | Semifinal   | Semifinal   | Final       | Final       |
| Atleta        | Evento | Resultado     | Posição       | Resultado        | Posição          | Resultado   | Posição     | Resultado   | Posição     |
| ------------- | ------ | ------------- | ------------- | ---------------- | ---------------- | ----------- | ----------- | ----------- | ----------- |
| Mamadou Barry | 1500m  | 4:05.08       | 14            | —                | —                | Não avançou | Não avançou | Não avançou | Não avançou |

### Feminino
| Atleta        | Evento | Fase de grupo | Fase de grupo | Quartas de final | Quartas de final | Semifinal   | Semifinal   | Final       | Final       |
| Atleta        | Evento | Resultado     | Posição       | Resultado        | Posição          | Resultado   | Posição     | Resultado   | Posição     |
| ------------- | ------ | ------------- | ------------- | ---------------- | ---------------- | ----------- | ----------- | ----------- | ----------- |
| Aissata Toure | 100m   | 13.25         | 7             | Não avançou      | Não avançou      | Não avançou | Não avançou | Não avançou | Não avançou |

## Judô
| Atleta        | Evento | Ronda dos 32             | Ronda dos 16           | Quartas de final       | Semi final             | Repescagem 1           | Repescagem 2           | Final                  | Final       |
| Atleta        | Evento | Adversário e resultado   | Adversário e resultado | Adversário e resultado | Adversário e resultado | Adversário e resultado | Adversário e resultado | Adversário e resultado | Posição     |
| ------------- | ------ | ------------------------ | ---------------------- | ---------------------- | ---------------------- | ---------------------- | ---------------------- | ---------------------- | ----------- |
| Facinet Keita | +100kg | GUM Blas Jr. L 0002–0101 | Não avançou            | Não avançou            | Não avançou            | Não avançou            | Não avançou            | Não avançou            | Não avançou |

## Natação
Feminino
| Atleta      | Evento     | Eliminatórias | Eliminatórias | Semifinal   | Semifinal   | Final       | Final       |
| Atleta      | Evento     | Tempo         | Posição       | Tempo       | Posição     | Tempo       | Posição     |
| ----------- | ---------- | ------------- | ------------- | ----------- | ----------- | ----------- | ----------- |
| Dede Camara | 100m peito | 1min38s54     | 46º           | Não avançou | Não avançou | Não avançou | Não avançou |